# Leonore n. 3
La Leonore n. 3 o Leonora n. 3 in do maggiore op. 72b è un'ouverture di Ludwig van Beethoven per la seconda versione dell'opera Fidelio.